# Ruzsicska János Miklós
Ruzsicska János Miklós O.S.B. (Turzovka (Trencsén vármegye), 1811. július 14. – Budapest, 1881. szeptember 3.) bölcseleti és teológiai doktor, Szent Benedek-rendi áldozópap és egyetemi tanár.

## Élete
1826. október 16-án lépett a bencés rendbe, teológiai tanulmányait elvégezve. 1835. március 8-án szentelték pappá. 1834-től 1837-ig a bécsi Szent Ágoston teológiai intézetben tanult, és ott nyert teológiai doktori oklevelet. 1837-38-ban Pannonhalmán szerpap és a keleti nyelvek tanára, 1838-tól 1853-ig az egyházi jog tanára és keletinyelvtanár volt ugyanott. 1853-ban a pesti egyetemre az arab, szíriai és chaldeai nyelvek és a kánonjog tanárának nevezték ki, amely tisztét haláláig viselte. A kánonjogi doktori szigorlaton püspöki vizsgáló, a hittudományi kar volt dékánja, az egyetem két ízben választott procectora, szentmártoni főapáti és az eperjesi görögkatolikus püspöki szentszék volt ülnöke.
Cikkei a Religióban (1854. könyvism., cikkek 1864, 1868), a Tanodai Lapokban (1863. könyvism.), az Idők Tanújában (1864. Paritás és józan elvei); az Egyetemes Encyclopaediában (42 cikke az egyházjog és történelem köréből).

## Munkái
- Assertatio theologica. Viennae, 1837
- R. a hittud. kar dékánjának a lelépett nagys. rectorhoz intézett beszéde. Buda. 1864 (egyetemi beszédek)
- Sermo, quem... habuit, dum... Jos. Villinger e S. Piis 1864. diploma jubil. traderet. Pestini
- Sermo, quem... habuit, dum... card. Haulik, archiep. Zagrabiensi diploma iubil. tradere. Budapestini 1868 (religio)
- Egyház, annak szerkezete s alkotmánya. Pest, 1868
- Additamenta J. Ruzsicska Prof. ad Josephi Porubszky Ius Ecclesiasticum (kézirat négyrét két kötet a m. n. múzeumban)
- Van egy latin alkalmi költeménye 1830-ból és három chronogrammja (Szőllőssy szerint)

## Jegyei
N. I., A. Nep. J., X + Z. és R. a.